# Bruno Gramaglia
Bruno Gramaglia (Genova, 23 aprile 1919 – Rapallo, 2 novembre 2005) è stato un calciatore italiano che ha giocato come centrocampista nelle file dell'Andrea Doria, della Sampdoria, dello Spezia e del Napoli.

## Caratteristiche tecniche
Giocava come mediano e successivamente come difensore centrale.

## Carriera
Cresciuto nel Genova 1893 e nella Ronchese di Ronco Scrivia. Passò poi le sue prime 5 stagioni nel Napoli, dove colleziona 89 presenze ed un gol, segnato il 16 novembre 1941 in Napoli-Venezia 1-1.
Passa poi, durante la Seconda guerra mondiale, allo Spezia, dove vince il Campionato Alta Italia 1944.
Torna poi all'Andrea Doria, che l'anno dopo si fonde nella nascita della Sampdoria, dove passa altre tre stagioni e della quale sarà il primo capitano.
Chiude la carriera dopo altre sei stagioni nel Napoli, dove colleziona altre 184 presenze e quattro gol, per un totale di 273 presenze in maglia azzurra, vincendo il campionato di Serie B 1949-1950.
In carriera ha collezionato complessivamente 294 presenze e 4 reti nella Serie A a girone unico e 72 presenze e 2 reti in Serie B. Con 273 incontri all'attivo, è il quinto giocatore di sempre con più presenze in campionato con la maglia del Napoli, dietro ad Antonio Juliano, Giuseppe Bruscolotti, Moreno Ferrario e Marek Hamšík. Questo nonostante nei suoi primi due anni in azzurro abbia giocato una sola partita a causa di un infortunio.

## Statistiche

### Presenze e reti nei club
| Stagione            | Squadra             | Campionato          | Campionato | Campionato |
| Stagione            | Squadra             | Comp                | Pres       | Reti       |
| ------------------- | ------------------- | ------------------- | ---------- | ---------- |
| 1937-1938           | Andrea Doria        | C                   | 31         | 0          |
| 1938-1939           | Napoli              | A                   | 1          | 0          |
| 1939-1940           | Napoli              | A                   | 0          | 0          |
| 1940-1941           | Napoli              | A                   | 26         | 0          |
| 1941-1942           | Napoli              | A                   | 30         | 1          |
| 1942-1943           | Napoli              | B                   | 32         | 0          |
| 1943-1944           | Spezia VV.F.        | A-It.               | 10         | 0          |
| 1945-1946           | Andrea Doria        | DN                  | 26         | 1          |
| Totale Andrea Doria | Totale Andrea Doria | Totale Andrea Doria | 57         | 1          |
| 1946-1947           | Sampdoria           | A                   | 33         | 0          |
| 1947-1948           | Sampdoria           | A                   | 31         | 0          |
| 1948-1949           | Sampdoria           | A                   | 38         | 0          |
| Totale Sampdoria    | Totale Sampdoria    | Totale Sampdoria    | 102        | 0          |
| 1949-1950           | Napoli              | B                   | 40         | 2          |
| 1950-1951           | Napoli              | A                   | 38         | 0          |
| 1951-1952           | Napoli              | A                   | 37         | 1          |
| 1952-1953           | Napoli              | A                   | 28         | 0          |
| 1953-1954           | Napoli              | A                   | 31         | 0          |
| 1954-1955           | Napoli              | A                   | 10         | 0          |
| Totale Napoli       | Totale Napoli       | Totale Napoli       | 273        | 4          |
| Totale carriera     | Totale carriera     | Totale carriera     | 442        | 5          |

## Palmarès

### Giocatore
- Campionato Alta Italia: 1

VV.FF. Spezia: 1944
- Serie B: 1

Napoli: 1949-1950